# Oasis (court métrage)
Pour les articles homonymes, voir Oasis (homonymie).
Pour plus de détails, voir Fiche technique et Distribution.
Oasis est un court métrage documentaire québécois réalisé par Justine Martin. Le film est présenté en première mondiale au Festival du nouveau cinéma de Montréal en 2022,. Il s'agit du premier court métrage documentaire de la réalisatrice.

## Synopsis
Le film suit deux frères jumeaux à l'aube de l'adolescence, Raphaël et Rémi Cormier, qui passent un dernier été ensemble dans les bois avant que leur vie ne subisse un important changement. Leur relation fraternelle se désagrège alors que le handicap de Raphaël, qui se révèle de plus en plus, le retient dans l'enfance.

## Fiche technique
- Titre original : Oasis
- Réalisation : Justine Martin
- Scénario : Justine Martin
- Musique : Louis-Joseph Cliche
- Photographie : Myriam Paquette
- Conception sonore : Christophe Voyer
- Mixage : Christophe Voyer
- Montage : Félix Bouffard-Dumas
- Production : Louis-Emmanuel Gagné-Brochu
- Société de production : Déjà Vu
- Société de distribution : Travelling
- Pays d'origine :  Canada ( Québec)
- Langue originale : français
- Format : couleur, DCP, format d'image : 2:35. format son 5.1
- Genre : documentaire
- Durée : 14 minutes
- Date de sortie :
  - Canada : 7 octobre 2022 en première nord-américaine au Festival du nouveau cinéma de Montréal.

## Production
Martin connaissait les garçons avant d'entamer le tournage, ayant autrefois été leur baby-sitter. L'intention première de la réalisatrice était d'offrir un portrait de la relation fraternelle entre les deux jumeaux et d'illustrer comment celle-ci se reconfigure lorsqu'ils se retrouvent en retrait des normes imposées par la société.

## Distinctions
Le film a été soumis pour la prochaine course aux Oscars dans la catégorie documentaire. Il a été présélectionné aux côtés de deux autres courts métrages québécois Chat mort, d’Annie-Claude Caron et Danick Audet et Invincible, de Vincent-René Lortie.

### Récompenses
- 2023 : Prix du meilleur court métrage, prix collégial du cinéma québécois[6]
- 2023 : Prix Iris du meilleur court métrage documentaire, Rendez-vous Québec Cinéma[7]
- 2023 : Prix du meilleur court métrage documentaire, Festival international du film RiverRun, Caroline du Nord[2]